# Parasceva di Roma
Parasceva, o Parasceve, in greco Παρασκευή?, Paraskevi (Roma, 117 ca. – Atene, tra 160 e 170), è stata una giovane cristiana che subì il martirio sotto gli imperatori romani Antonino Pio e Marco Aurelio. Infine venne decapitata dal governatore romano Tarasius vicino a Salonicco. Il Martyrologium Romanum non la conosce. Dalla Chiesa ortodossa orientale viene venerata il 26 luglio ed è considerata la santa patrona dei ciechi.

## Origine del nome
Il nome Parasceva significa letteralmente "preparazione" come il giorno della preparazione per il fine settimana, il Sabbath, cioè "Venerdì". 

## Agiografia

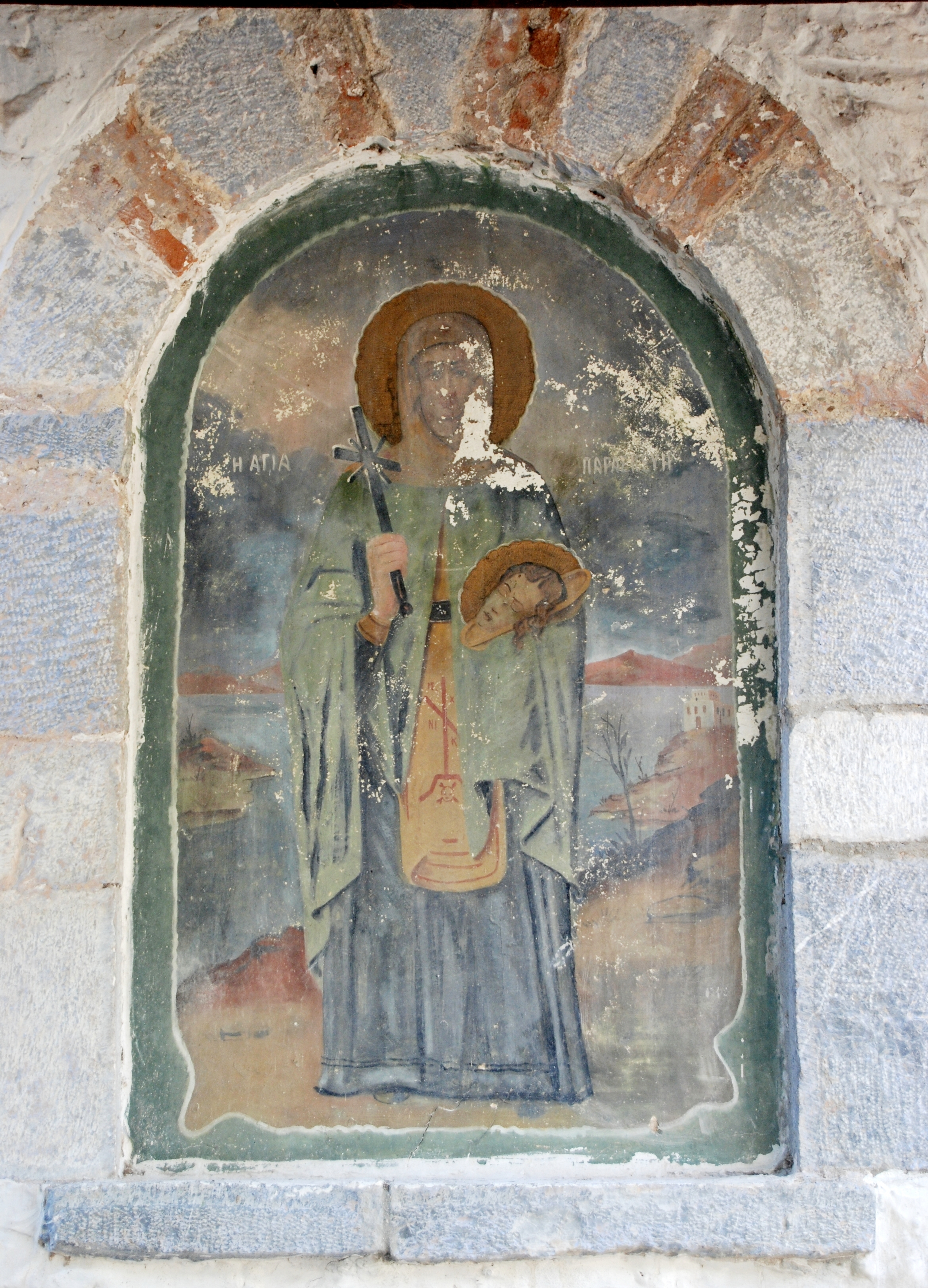
Parasceva di Roma nella chiesa Agia Paraskevi di Kastoria, Grecia

Parasceva era la figlia dei greci Agatone e Politeia, cristiani e molto credenti che pregarono per molti anni per avere un figlio. Parasceva nacque il sesto giorno della settimana (venerdì) nella periferia di Roma intorno all'anno 117 al tempo dell'imperatore romano Adriano e crebbe nel segno di gratitudine a Cristo e nell'amore per lui. Sin dalla sua giovinezza si dedicò alla Scrittura, alla meditazione della Parola di Dio e convertì molte persone alla fede di Cristo. Si dice che sia stata molto bella e molto corteggiata. Pare che abbia rifiutato tutte le offerte di matrimonio e avrebbe insistito per vivere vergine come sposa di Cristo.
Quando Parasceva aveva 20 anni, i suoi genitori morirono e lei ereditò una grande fortuna, ma vendette tutti i suoi beni terreni e distribuì la maggior parte del suo denaro ai poveri. Con il resto partecipò alla tesoreria di una comunità cristiana di Roma che sosteneva una casa per giovani donne e vedove, che avevano dedicato la loro vita agli insegnamenti del cristianesimo. Tuttavia, queste donne si erano allontanate molto dalla parola del Vangelo e Parasceva rimase in questa casa per molti anni onde insegnare loro il vero significato del cristianesimo.

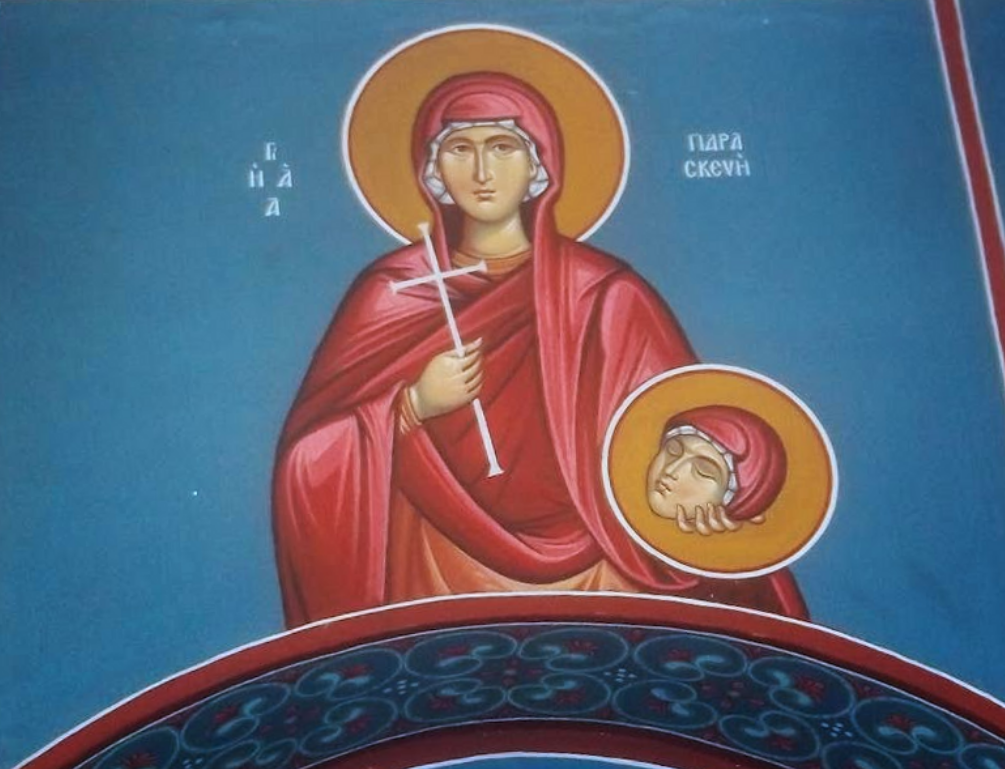
Parasceva di Roma nella chiesa Agia Paraskevi in Ilion
Nella mano destra tiene la croce del martire e nella sinistra la sua testa

All'età di 30 anni, Parasceva lasciò Roma e viaggiò in città e paesi dove predicò pubblicamente Cristo e il Vangelo. Questo avvenne in un periodo in cui ebrei e romani perseguitavano la nuova religione con grande severità.

### La persecuzione sotto Antonino Pio

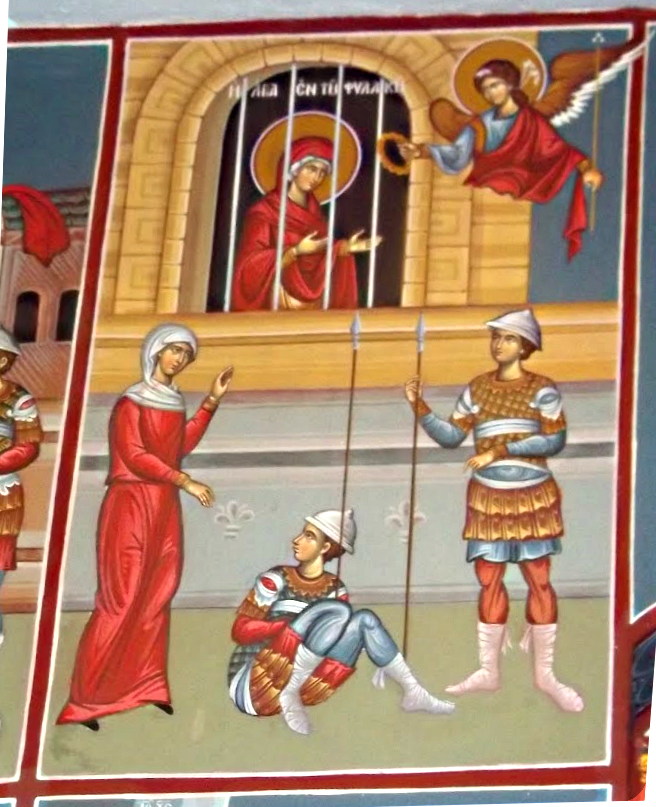
A Parasceva apparve un angelo

Tornata a Roma, Parasceva fu segnalata da un ebreo come ostile alla religione ufficiale. L'imperatore Antonino Pio, per ascoltarla, la invitò nel suo palazzo. Attratto dalla sua bellezza e umiltà, si dice che abbia cercato di persuaderla gentilmente a negare la sua fede. A quanto pare le promise di sposarla e farla imperatrice. Infastidito dal suo rifiuto, l'Imperatore fece mettere sulla sua testa un elmo di ferro incandescente munito di chiodi, ma ciò non la danneggiò. Molti pagani ed ebrei, che assistettero a questo miracolo, si convertirono al cristianesimo, ma l'imperatore Antonino Pio li fece uccidere o li mandò in esilio. Tornata in prigione, a Parasceva apparve un angelo che la confortò e la rafforzò. Il giorno seguente fu nuovamente condotta davanti all'imperatore e interrogata.

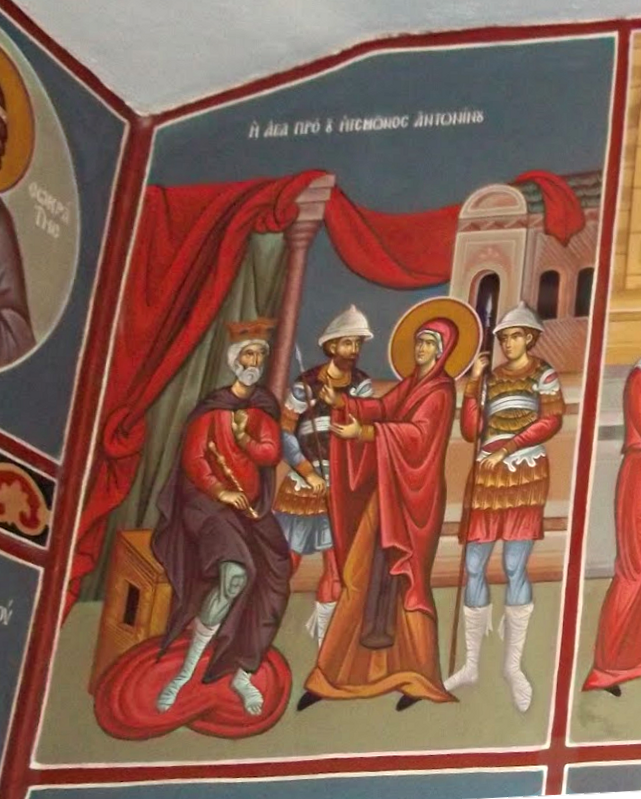
Parasseva guarisce l'imperatore romano Antonino Pio

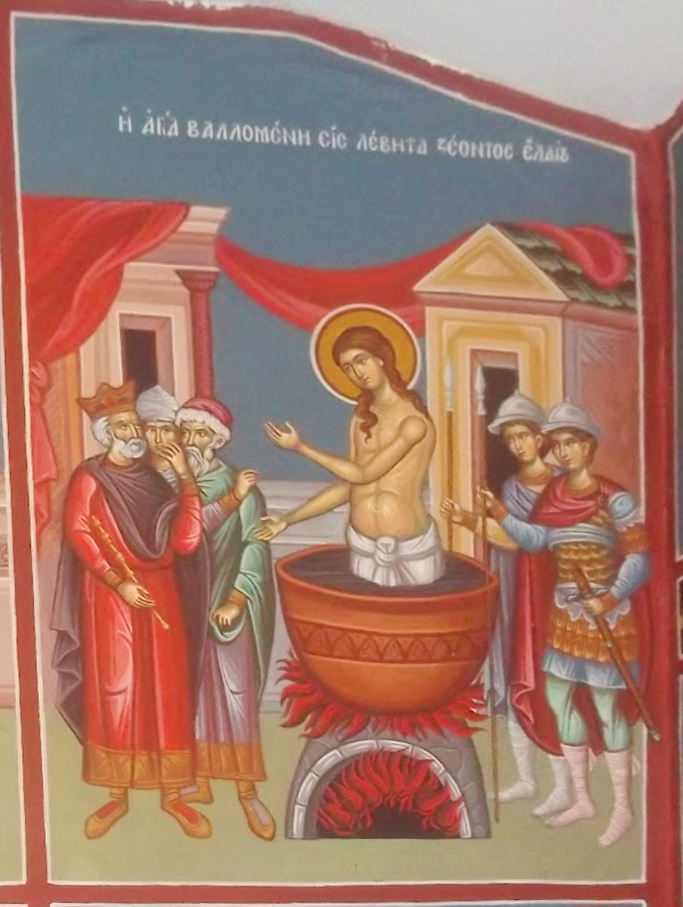
Paraskeva im großen Kessel

La sua ferma convinzione in Gesù Cristo fece infuriare Antonino Pio, così che ordinò di appenderla per i capelli e di tormentarla con il fuoco sotto le ascelle e altre membra del corpo, ma anche questa volta non ottenne successo. Quando l'imperatore vide che non riusciva a piegare la sua mente nemmeno attraverso questa tortura, ordinò di gettarla in un calderone di pece e zolfo bollente. Tuttavia, quando i soldati eseguirono quest'ordine, Parasceva rimase illesa. Infastidito, Antonino pensò che Parasceva con la magia aveva mantenuto fresco il contenuto, ma lei gli disse che poteva testarlo. Quindi prese il liquido bollente e lo gettò in faccia all'imperatore. Il liquido bruciò gli occhi dell'imperatore, che divenne cieco e gridò pietà. Parasceva uscì dal calderone, andò da Antonino Pio e gli disse che solo Dio poteva guarirlo. A queste parole Antonino Pio recuperò subito la vista. Questo miracolo mosse l'imperatore a fermare la persecuzione dei cristiani fino alla sua morte nel 161.

### La persecuzione sotto Marco Aurelio

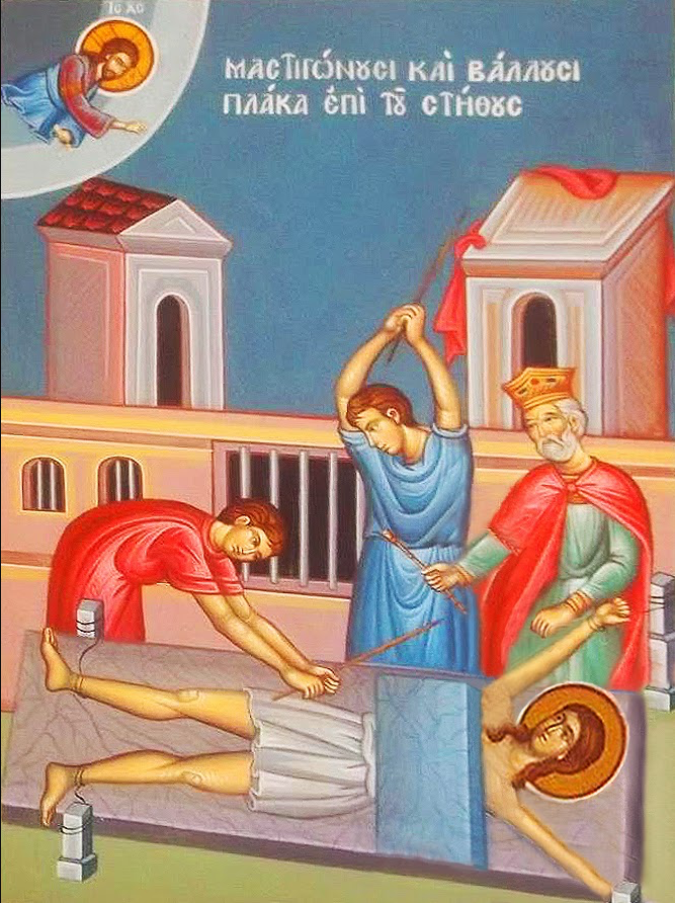
Parasceva incatenata viene frustata

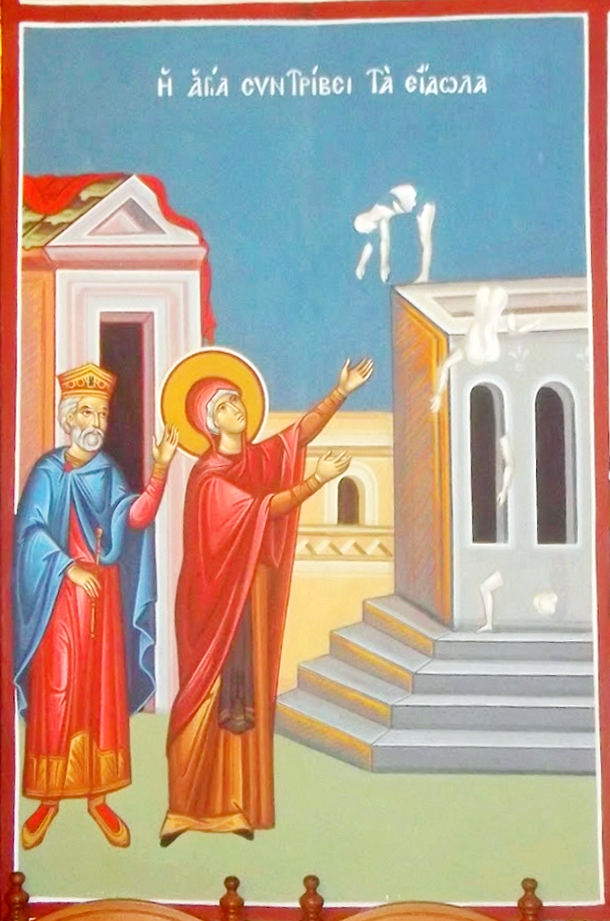
Tutte le statue nel tempio caddero dai loro piedistalli

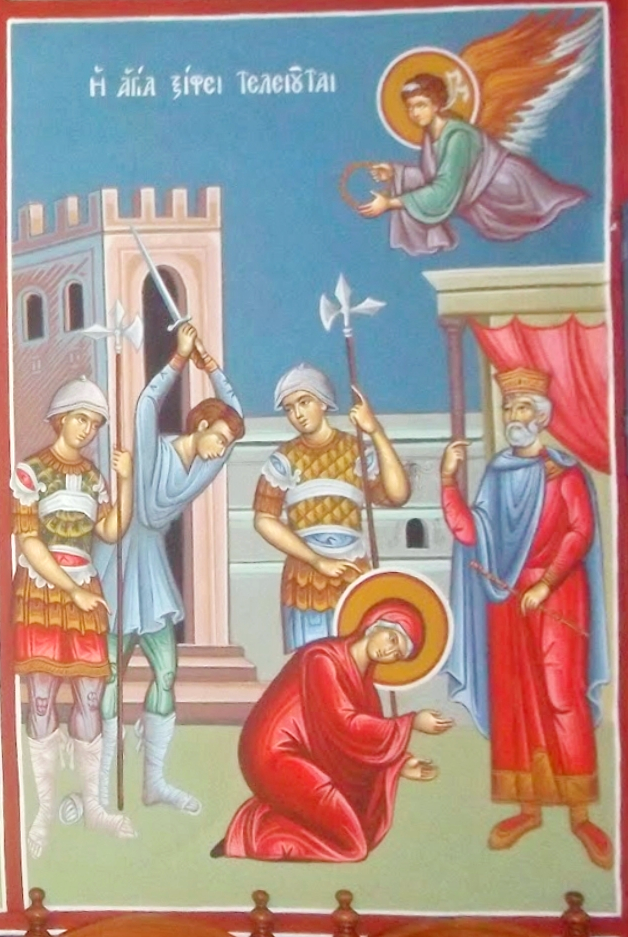
Parasceva viene decapitata

Parasceva continuò con maggiore zelo a completare la sua missione apostolica. Dopo la morte di Antonino Pio seguì al trono Marco Aurelio (161-180). Durante il suo regno, fu confrontato con la peste antonina perché uccise molte persone. Ancora una volta furono accusati e perseguitati i cristiani. L'imperatore fu costretto a cambiare le leggi che trattavano i "non credenti". Un giorno, Parasceva fu catturata in una città governata da un certo Asclepio. Quando si rifiutò di sacrificare agli Dei pagani, fu gettata in una fossa con un grosso serpente. Parasceva si fece il segno della croce e il serpente non la ferì. Asclepio si rese conto che Parasceva era protetta da un potere straordinario e la liberò.
Come predicatrice itinerante Parasceva raggiunse anche la odierna Grecia. Nelle vicinanze di Tessalonica, fu arrestata dai pagani, condotta dal governatore romano Tarasio e interrogata direttamente da lui. Come Antonino Pio, Tarasio ordinò ai suoi soldati di far bollire un calderone pieno di olio e pece e di metterci dentro Parasceva. Ma anche questa volta non successe nulla e molti degli spettatori si convertirono al cristianesimo. Tarasio, il quale credeva che Parasceva fosse una strega ordinò di incatenarle le mani e i piedi e di frustarla così a lungo finché non si accettava di sacrificare agli Dei o l'avrebbe condannata a morte. I soldati eseguirono il suo ordine senza alcun risultato: Parasceva non si piegò. Quando il governatore vide la sua risolutezza, la fece gettare in prigione dove fu inchiodata per le mani e i piedi, mentre una pesante pietra le venne posta sul suo petto. Quella notte, tra una schiera di angeli, le apparve Gesù Cristo che la confortò, guarì le sue ferite e la liberò dalle catene.
Il mattino seguente Parasceva, senza opporsi, fu portata al Tempio di Apollo. Mentre entrava nel tempio, Parasceva alzò la mano e si fece il segno della croce. All'improvviso si udì un forte rumore e tutte le statue nel tempio caddero dai loro piedistalli e si ruppero con un suono prolungato. I sacerdoti e gli idolatri la trascinarono via dall'altare, la picchiarono e la gettarono fuori dal tempio. Dopodiché pretesero da Taraso che uccidesse Parasceva, che venne dichiarata colpevole e condannata a morte per decapitazione.
Dopo la condanna Parasceva fu condotta dai soldati fuori dalla città per l'esecuzione della sentenza. Quando arrivarono sul posto, Parasceva chiese un po' di tempo per pregare, che le venne concesso. Dopo la sua preghiera, piegò la testa che i soldati tagliarono con la spada. La sua commemorazione viene celebrata dalla Chiesa ortodossa orientale il 26 luglio.

## I miracoli
Molti miracoli di guarigione sono attribuiti a Parasceva. Secondo la tradizione, colui o colei che entrava in contatto con la sua profonda fede sarebbe stato guarito miracolosamente; gli storpi potevano camminare, gli indemoniati tornavano in salute e le donne sterili rimanevano incinte. Soprattutto, guarì miracolosamente l'imperatore Antonino Pio dalla sua cecità mentre Parasceva si trovava nel calderone bollente. L'affetto compassionevole per il suo aguzzino la rese una santa che intercede per la guarigione delle malattie degli occhi.

## Rappresentazione iconografica
Parasceva è la santa patrona dei ciechi e viene rappresentata tenendo nella mano destra una croce, il simbolo del martirio, e nella sinistra la propria testa. Parasceva viene anche raffigurata con due occhi in una ciotola sostenuta dalla mano sinistra o con un grande calderone sotto di lei. 
Il sobborgo Agia Paraskevi di Atene prende il nome da questa santa.